# Parque Reducto n.° 5
El Parque Reducto n.º 5 es un parque ubicado en el distrito de Surquillo en la ciudad de Lima, capital del Perú. Se encuentra en la cuadra 23 de la avenida Angamos cerca de la intersección con la avenida Aviación. En 7 de marzo de 1963 fue declarado Monumento Nacional, y es desde 22 de enero de 1965 es Santuario Patriótico de Lima.
El reducto fue parte de la línea defensiva de Lima en marco de la Guerra del Pacífico, el lugar fue escenario de la batalla de Miraflores que se desarrolló el 15 de enero de 1881.
En sus instalaciones, la Municipalidad de Surquillo organiza actividades como audiencias públicas con los vecinos del distrito.

## Descripción
El parque se ubica en el mismo lugar donde se encontraba el quinto de los diez reductos que defendieron la ciudad de Lima ante la invasión chilena durante la guerra del Pacífico y que participaron en la batalla de Miraflores el 15 de enero de 1881. En el recinto se encuentran armas de artillería y taludes que evocan a la batalle de Miraflores. También, se pueden encontrar placas de conmemoración por los soldados que fueron inmolados en dicho acontecimiento.